# Lhakpa Ri
Der Lhakpa Ri ist ein 7045 m (nach anderen Angaben 7001 m) hoher Gipfel im Himalaya im Kreis Dingri des Regierungsbezirks Shigatse im Autonomen Gebiet Tibet der Volksrepublik China 7,07 km nordöstlich vom Mount Everest.
Der Lhakpa Ri gilt als einer der höchsten Trekkinggipfel. An seiner Westflanke strömt der Östliche Rongpugletscher, im Nordosten ist der Khartagletscher und im Südosten erstreckt sich der Kangshunggletscher. Der Lhakpa La (6766 m) trennt den Lhakpa Ri vom nördlich gelegenen Khartaphu. Der Rapiu La (6548 m) trennt ihn von der Nordostschulter des Mount Everest. Im Osten erhebt sich der niedrigere Khartse mit 6507 m.

## Besteigungsgeschichte
Die Erstbesteigung des Lhakpa Ri gelang George Mallory während seiner Erkundungsexpedition von 1921. Im Jahr 1936 bestieg Bill Tilman im Rahmen einer britischen Erkundungsexpedition den Gipfel. Heute werden von mehreren Anbietern Trekking-Touren auf den Lhakpa Ri angeboten.